# Viddalba
Viddalba (sardinsky: Vidda 'ècchja) je italská obec (comune) v provincii Sassari v regionu Sardinie. Nachází se ve výšce 22 metrů nad mořem a má přibližně 1 600 obyvatel. Rozloha obce je 50,41 km².